# Железничка станица Острог
Железничка станица Острог је једна од железничких станица на прузи Подгорица—Никшић. Налази се насељу Мандићи у општини Даниловград. Пруга се наставља у једном смеру ка Никшићу и у другом према Даниловграду. Железничка станица Острог састоји се из 3 колосека.